# Oruza bipunctata
Oruza bipunctata là một loài bướm đêm trong họ Erebidae.